# Lekkoatletyka na Letnich Igrzyskach Paraolimpijskich 2008 – bieg na 100 metrów mężczyzn kl. T37
Bieg na 100 metrów mężczyzn kl.T37 podczas Letnich Igrzysk Paraolimpijskich 2008 rozegrano 12 września. W rozgrywkach wzięło udział 17 sportowców z 14 krajów.

## Wyniki

### Pierwsza runda
Biegi pierwszej rundy zostały rozegrane 12 września o godzinie 9:25. Kwalifikację do finału uzyskiwało po dwóch najlepszych zawodników z każdego biegu oraz dwóch z najlepszymi wynikami.
Bieg 1
| Poz. | Zawodnik                | Narodowość                   | Tor | Rezultat | Uwagi |
| ---- | ----------------------- | ---------------------------- | --- | -------- | ----- |
| 1    | Danie van der Merwe     | Południowa Afryka            | 7   | 11.97    | Q, PR |
| 2    | Ma Yuxi                 | Chiny                        | 5   | 12.14    | Q, SB |
| 3    | Michael Churm           | Wielka Brytania              | 6   | 12.55    | q     |
| 4    | Serhij Krawczenko       | Ukraina                      | 3   | 12.57    | SB    |
| 5    | Ali Qambar Ali Alansari | Zjednoczone Emiraty Arabskie | 2   | 12.77    | SB    |
| 6    | Mounga Okusitino        | Tonga                        | 4   | 14.81    | SB    |

Bieg 2
| Poz. | Zawodnik             | Narodowość | Tor | Rezultat | Uwagi |
| ---- | -------------------- | ---------- | --- | -------- | ----- |
| 1    | Sofiane Hamdi        | Algieria   | 2   | 12.15    | Q     |
| 2    | Andriej Chołostiakow | Rosja      | 3   | 12.46    | Q, SB |
| 3    | Darren Thrupp        | Australia  | 7   | 12.54    | q, SB |
| 4    | Jose Ribeiro Silva   | Brazylia   | 5   | 12.58    | SB    |
| 5    | Mariano Dominguez    | Argentyna  | 6   | 12.85    | SB    |

Bieg 3
| Poz. | Zawodnik                      | Narodowość    | Tor | Rezultat | Uwagi |
| ---- | ----------------------------- | ------------- | --- | -------- | ----- |
| 1    | Rene Schramm                  | Niemcy        | 2   | 12.43    | Q, SB |
| 2    | Matt Slade                    | Nowa Zelandia | 3   | 12.54    | Q     |
| 3    | Władisław Barinow             | Rosja         | 6   | 12.57    | Fn    |
| 4    | Mohamed Allek                 | Algieria      | 5   | 12.69    |       |
| 5    | Benjamin Cardozo              | Meksyk        | 4   | 12.73    |       |
| 6    | Hossam Eldin Mohamed Sewillam | Egipt         | 7   | 12.94    |       |

### Finał
Finał został rozegrany 12 września o godzinie 17:45.
| Poz. | Zawodnik             | Narodowość        | Rezultat | Uwagi |
| ---- | -------------------- | ----------------- | -------- | ----- |
| 1    | Fannie van der Merwe | Południowa Afryka | 11.83    | PR    |
| 2    | Ma Yuxi              | Chiny             | 11.90    |       |
| 3    | Sofiane Hamdi        | Algieria          | 12.01    |       |
| 4    | Matt Slade           | Nowa Zelandia     | 12.46    |       |
| 5    | Andriej Chołostiakow | Rosja             | 12.49    |       |
| 6    | Rene Schramm         | Niemcy            | 12.50    |       |
| 7    | Darren Thrupp        | Australia         | 12.59    |       |
| 8    | Michael Churm        | Wielka Brytania   | 12.60    |       |